# Напівкровка
«Напівкровка» (англ. Half-Breed) — науково-фантастичне оповідання американського письменника Айзека Азімова, вперше опубліковане у лютому 1940 журналом Astonishing Stories. Увійшло до збірки «Ранній Азімов» (1972).
Це оповідання має продовження — «Напівкровки на Венері».

## Сюжет
Джефферсон Скенлон — вчений, який намагається розробити дешевий і надійний спосіб отримання атомної енергії. Під час своєї прогулянки він рятує від банди підлітків дев'ятнадцятирічного сироту Макса. Макс — «tweenie», він народжений від людських і марсіанських батьків. Він втік з притулку, бо tweenie зневажають і розглядають як неповноцінну расу. Скенлон запрошує Макса у свій будинок. Макс отримав наукову освіту в дитячому будинку і протягом тижня допомагає Скенлону вирішити його проблему і розробити діюче джерело атомної енергії. Скенлон вирішує офіційно всиновити Макса.
Рік по тому Скенлон став багатим і знаменитим. Він розуміє, що Макс самотній і всиновлює з притулку молоду tweenie Мадлен, разом з двома молодшими дівчатами. Скенлон вирішує використовувати своє багатство, щоб створити місто в Огайо, Tweenietown, де спільнота tweenie житиме без упередженого відношення. Макс та інші tweenie допомагають Скенлону в подальших наукових розробках, таких як гравітаційний щит.
Через п'ятдесят років після всиновлення Макса, Tweenietown викликає зростаюче занепокоєння землян. Скенлон просить політиків допомогти надати повні цивільні права для tweenie, вказуючи на те, що вони розумніші ніж люди, і в один прекрасний день стануть провідною расою в Сонячній системі. Макс переконує Скенлона, що влада тепер бачить в tweenie загрозу. Він розказує, що провів останні п'ять років будуючи три міжпланетні космічні кораблі, щоб tweenie могли покинути Землю й оселитися на Венері. Макс запрошує Скенлона разом з ними, але той вирішує залишитися на Землі.